# Entodon floridanus
Entodon floridanus là một loài Rêu trong họ Entodontaceae. Loài này được (Duby) A. Jaeger mô tả khoa học đầu tiên năm 1877.